# Утер Пендрагон
Утер Пендрагон (енгл. Uther Pendragon, вел. Uthyr Pen Ddraig, Uthyr Pendragon, Uthr Bendragon) био је легендарни краљ Британије и отац краља Артура.
Неколико мањих помињања Утера јавља се у песмама на старовелшком језику, али је његова биографија први пут записана у 12. веку од стране Џефрија од Монмута у делу Historia Regum Britanniae (Историја краљева Британије), а Џефријев опис лика постао је основа за већину каснијих верзија. У литератури је прилично нејасан лик, али се описује као снажан краљ и заштитник свог народа.
Према артуријанској легенди, Мерлин магијом преображава Утера да изгледа као његов непријатељ Горлоа, што Утеру омогућава да силује Горлоину жену, леди Игрејн. Тако бива зачет Артур, „краљ бивши и будући”, као ванбрачни син (иако касније легенде, попут оне у делу Смрт Артурова, наглашавају да је зачеће уследило након Горлоине смрти и да је Артур био легитимисан Утеровим каснијим браком са Игрејн). Сам чин зачећа дешава се управо оне ноћи када Утерове трупе убијају Горлоу. Мотив ванбрачног зачећа се понавља у причи о Артуровом зачећу Мордреда са сопственом полусестром Моргаузом у француским прозним циклусима из 13. века — што је њихова иновација — а управо Мордред смртно рањава краља Артура у бици код Камлана.